# Lucinda Fredericks
Lucinda Fredericks, född den 28 september 1965 i Zomba i Malawi, är en australisk ryttare.
Hon tog OS-silver i lagtävlingen i fälttävlan i samband med de olympiska ridsporttävlingarna 2008 i Peking.